# 品格教育

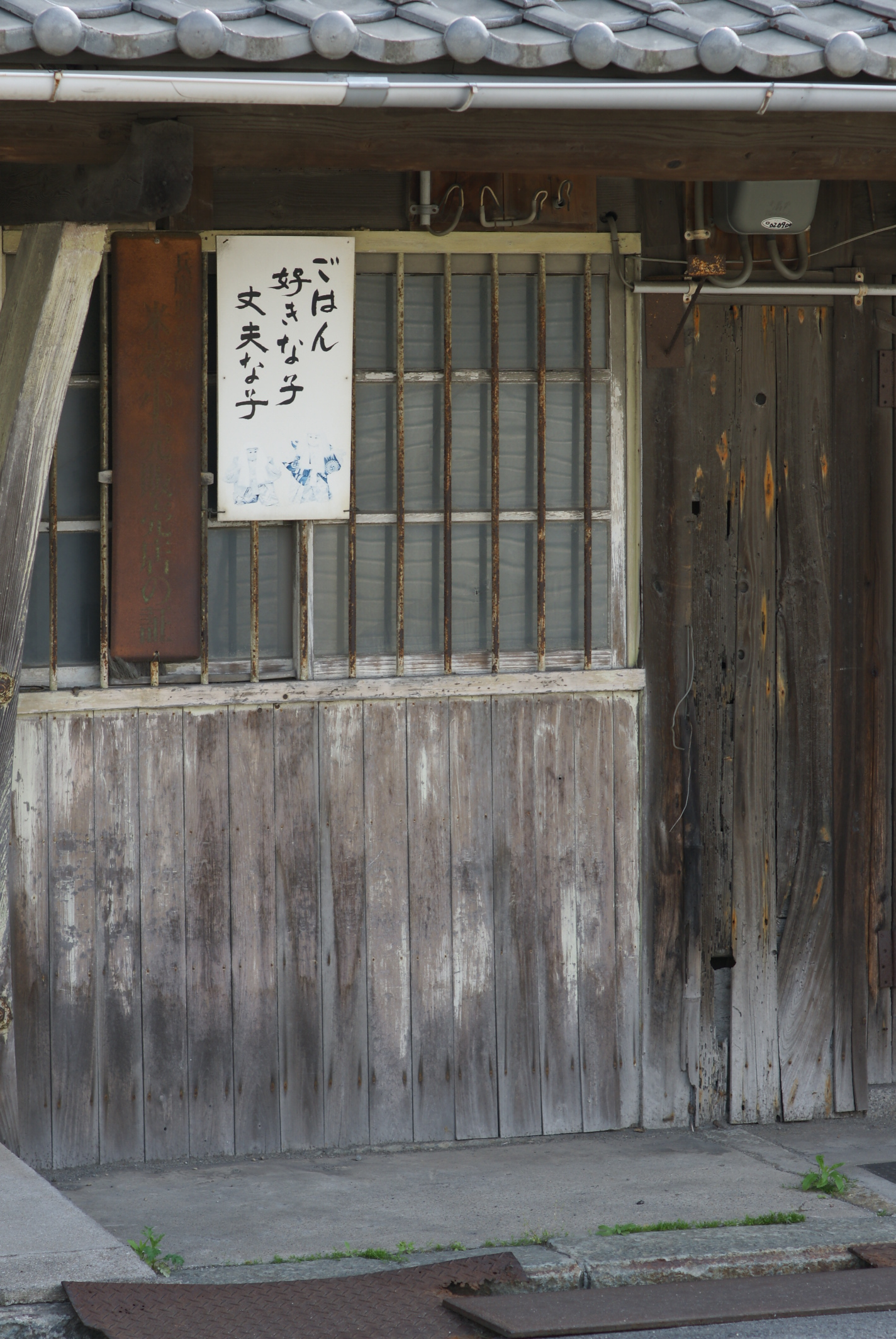
日本一所住宅前貼有孩子要堅強的標語

品德教育(character education) 是一個概括詞，一般用來描述對孩子未來在個人和社會生存有幫助的教學。為培養良好的品性，而加以教育的訓練。內容包括啟發智慧、養成良好習慣等。屬於這個主題的概念包括社會和情感學習、道德認知、生活技能、衛生、預防暴力、审辩式思维、道德推理、衝突解決方案和斡旋。

## 共同目標
品德教育的共同目標是在協助青少年未來能成為道德成熟、負責任、合群、自律的成人。品德教育幫助學生成為社會中負責任一員。
關於兒童品格教育，認識品格不是單單透過口頭就可以教的會的，而是藉由典範的模仿與行為傳遞的。 學習、工作、生活都是做好的體驗塑造環境。

## 各地的學校課程

### 美國
品格教育課程主要的共同的實行者是輔導員。但是在學校最有效的品德教育，是由老師和其它教職員、公共汽車司機、工友等......，實踐和塑造。
美國史丹福大學心理學教授 Carol Dweck 提倡的 growth mindset 成長型思維模式，在歐美教育界也引起很大的迴響。主要是說明如何培養孩子對於努力、挑戰、失敗的正面心態。

### 中華民國
在九年一貫課程中，社會領域的公民和綜合課程當中的輔導課，是對品格的正式課程。但實際上，在學校中的品格教育以受到級任老師之身教為主。
另外在家庭、媒體、同儕與生活之中也可以看見。

### 香港
傳統教育強調「德智體羣美」五育，五个同等重要，不分先后。

## 社會團體
中華民國開始有團體提醒社會應重視品格教育，並提出常出現在媒體的政治人物應負起帶頭的責任
另外，宗教團體在品格教育上也輔助學習的角色，例如主日學證道、品格課業輔導等，以故事或體驗教育的方式來增進兒童和青少年的品格。
大陸地區 - 在經歷一陣素質教育的提倡之後，品格教育也逐漸被更多的機構和人們所重視。如何對品格下定義，作出解釋，以及在學習生活中對日常行為模式給予一種品格塑造的意識，這也正成為更多家庭教育養孩子時所急切關注的。 - 因為更多的人們知道，行為的表像只是內在品格的體現，一個內在品格的塑造需要在生活中有生長的環境，從孩子起就在家庭與校園以及社會中構建起一個安全自由的成長的空間，愛的空間。 - 目前在北京有一家品格親子俱樂部專注于兒童品格教育，在幼教機構，社會福利團體，生活社區中致力於此項目事業的推廣和實踐。

## 書籍和其他媒體
另外方法可能是通過書籍和其他媒體講故事，用好故事為榜樣來啟發孩子和年輕人，它教他們關於誠實, 正直和如何幫助社會。